# Магическое цирковое шоу — 2010
Магическое цирковое шоу — 2010 (англ. Magic Circus Show 2010) — первое шоу цирковых искусств «Евровидение», которое прошло в Швейцарии в 2010 году. Запись шоу состоялась 26 ноября 2010 года на арене «Рождественского Цирка» в швейцарском городе Женева.
Шоу проводила швейцарская национальная телекомпания RTS при контроле организатора Европейского вещательного союза. В шоу приняли участие более 60 детей из 6 стран. В единый спектакль выступления связывали скетчи знаменитого клоуна Elastic и музыка Magic Circus Orchestra.

## Место проведения
Местом проведения первого «Магического циркового шоу» в декабре 2009 года был выбран «Рождественский Цирк», вмещающий почти три тысячи зрителей, в швейцарской Женеве. Место проведения первого шоу было выбрано не случайно, так как в ноябре 2009 года Женева была избрана Европейской цирковой ассоциацией  и Всемирной федерацией цирка в качестве столицы Международного года цирка в 2010 году.
В Швейцарии цирк являются одним из самых популярных видов развлечений и искусства. В этой маленькой стране работают более 40 цирков, а также около 50 цирковых школ, 27 из них объединились в 2004 году в национальную Федерацию.

## История
Идею сделать волшебный цирковой спектакль, в котором все номера исполняют дети, в мае 2009 года на конгрессе «Eurovision TV» представили швейцарская национальная телекомпания «RTS» и Дамьен Отте, исполнительный продюсер «7 Street Productions» и директор детских программ «RTS». Европейский телевещательный союз откликнулся на предложение с энтузиазмом, и уже весной 2010 года стартовал отбор участников для премьерного выпуска программы.
«Для нас это уникальный опыт, так как цирковая программа впервые разработана в рамках развлекательных передач Евровидения. Удивительно и невероятно видеть детей из разных стран Европы, объединенных одной общей страстью – к цирку… Это только начало, и мы надеемся, что передача станет большой европейской традицией!».Надя Буркхардт, руководитель проекта
Главными организаторами выступили швейцарская национальная телекомпания «RTS» и «7 Street Productions» в «соавторстве» с пятью национальными вещательными организациями – французской «France 3», португальской «RTP», нидерландской «Tros», бельгийским «VRT» и российским «ВГТРК».
Украина, Белоруссия, Италия, Словения, а также международное франкоязычное телевидение TV5 Monde, в том числе канадская TV5 Canada купили права на трансляцию шоу.

## Формат
На первом шоу разрешалось участие детей в возрасте от 6 до 15 лет и участие от одной страны не более четырех цирковых номеров.
Победитель на шоу 2010 года не определялся, потому что шоу не транслируется в прямом эфире, а записывается заранее и показывается в странах-участницах конкурса после католического рождества.
Более 60 детей, среди которых эквилибристы, иллюзионисты, акробаты, жонглеры, клоуны и воздушные гимнасты, из Швейцарии, Франции, Португалии, России, Нидерландов и Бельгии выполнили яркие номера, которые отображают разнообразные цирковые традиции Европы. Выступления были отобраны на основе национальных отборов в начале года. Цель шоу – не определить победителя, а показать разнообразие цирковой культуры в Европе с помощью выступлений талантливых детей младшего возраста.
Шоу позиционируется как передача для юных зрителей и семейного просмотра, которая транслируется в период новогодних и рождественских праздников, а в единый спектакль выступления связывают скетчи клоунов и музыка Magic Circus Orchestra.

## Участники
| №  | Страна     | Участник (и) | Жанр                                        | Номер                    |
| -- | ---------- | --- | ------------------------------------------- | ------------------------ |
| 1  | Россия     | Анна Матвеева и Ксения Белых | Акробатика                                  | «Дуэт Никулина»          |
| 2  | Нидерланды | Ким Деккер и Siard Boerstra | Воздушная гимнастика                        | «Трапеция»               |
| 3  | Франция    | Батиста Агнели | Езда на моноцикле                           | «Баптист»                |
| 4  | Швейцария  | Лейла Малар | Воздушная гимнастика                        |                          |
| 5  | Португалия | София | Эквилибристика Акробатика                   |                          |
| 6  | Швейцария  | Мирко Лапфлам и «Крошка» Малу | Иллюзионизм                                 | «Сеанс магии»            |
| 7  | Россия     | Марина Кремлева | Эквилибристика                              | «Розовый фламинго»       |
| 8  | Бельгия    | Пит, Пепин, Лоуи и Кика |                                             | «Бельгийский кабаре»     |
| 9  | Россия     | Даша Моисеева, Аня Зарубалова, Эльвира Белуничева, Настя Курпан и Юлия Гришкина | Воздушная гимнастика                        | «Воздушные Эквилибристы» |
| 10 | Швейцария  | Фредерик | Дьябло                                      | «Супер Дьябло»           |
| 11 | Франция    | Лоран и Марго | Эквилибристика Художественная гимнастика    |                          |
| 12 | Франция    | Констанц | Воздушная гимнастика                        |                          |
| 13 | Нидерланды | Найджел Воетс | Жонглирование                               |                          |
| 14 | Португалия | Афонсу де Фрейнташ-Брайдау и Бруна Медейрос | Иллюзионизм                                 | «Капитан иллюзий»        |
| 15 | Нидерланды | Селина Фрит | Акробатика                                  |                          |
| 16 | Бельгия    | Стин Симкинс и Манон Гюстеле | Воздушная гимнастика                        |                          |
| 17 | Россия     | Евгения Виноградова, Арина Смирнова, Анастасия Челпина, Константин Черняев, Диана Кириллова, Владислав Васильев, Иван Немчинов, Егор Пашинский, Яна Паршукова, Диана Голобородько, Ирина Михайлова и Екатерина Мельникова | Эквилибристика Езда на моноцикле Джигитовка | «Джигиты»                |